# Shorty Templeman
Shorty Templeman,  ameriški dirkač Formule 1, * 12. avgust 1919, Pueblo, Kalifornija, ZDA, † 24. avgust, 1962, Marion, Ohio, ZDA.
Shorty Templeman je pokojni ameriški dirkač Formule 1, ki je med letoma 1955 in 1962 sodeloval na ameriški dirki Indianapolis 500, ki je med letoma 1950 in 1960 štela tudi za prvenstvo Formule 1. Najboljši rezultat je dosegel na dirki leta 1960, ko je zasedel sedemnajsto mesto. Leta 1962 se je smrtno ponesrečil na dirki v mestu Marion County.